# Ormaloe
Ormaloe (Aloe broomii) är en art familjen afodillväxter från södra Afrika. Ormaloe odlas ibland som krukväxt i Sverige. 
Ormaloe är en robust, tätt rosettbildande suckulent växt. Rosetterna är vanligen solitära, men kan ibland sitta upp till tre tillsammans. Bladen är gröna och har rödbruna tänder längs kanterna. Blomställningen är ogrenad och blir mellan 100 och 150 cm hög. Blommorna är blek gulgröna, 2–2,5 cm långa och helt eller delvis dolda bakom stora stödblad. En unik karaktär i släktet. Ståndarna och pistillen är orange och utskjutande.
Artepitetet hedrar dr R. Broom som 1905 gjorde de första insamlingarna av arten. Det svenska namnet kommer av den raka, ormlika blomställningen.

## Varieteter
Två varieteter urskiljs, var. broomii och var. tarkaensis Reynolds. Den senare har synligt hylle och bredare blad. den blommor också senare på säsongen än var. broomii.

### Webbkällor
- PlantZAfrica.com - Aloe broomii